# Ommatotriton nesterovi
Ommatotriton nesterovi é uma espécie de anfíbio caudado da família Salamandridae. Está presente na Turquia. A UICN classificou-a como pouco preocupante.